# スターリング・ポンド紙幣
スターリング・ポンド紙幣は、グレートブリテン及び北アイルランド連合王国（以下イギリス）、イギリスの王室属領そしてイギリスの海外領土の一部で流通しているスターリング・ポンド（pound sterling、￡）の紙幣である。
中央銀行が紙幣の発行権を独占している大部分の国々とは異なり、イギリスでは中央銀行たるイングランド銀行だけでなく、スコットランドの3行と北アイルランドの4行（2行はアイルランド共和国に本店を置く）を合わせた7行のリテールバンク（一般消費者向けの銀行）もポンド紙幣の発行権を有している。これは香港ドル紙幣の発行事情と同様である。

## 歴史
19世紀半ばまで、イングランド銀行がポンド紙幣を発行するのみならず、グレートブリテン及びアイルランド連合王国の市中銀行も、イングランド銀行券と交換可能な独自の紙幣を発行することができた。しかし、前世紀から進行していた産業革命に伴う経済発展と貿易の拡大などの影響により、イングランド銀行券の価値を担保する金が、増大する海外からの輸入に対する支払いに多く使用されることで不足がちになっていた。(金本位制)
この事態を受けて、金の準備高を超えた銀行券の発行はインフレーションを起こすが故に規制されるべきであると主張する通貨学派が台頭する。こうした主張に影響され、1844年には、議会でイングランド銀行に銀行券の発行権を排他的に与えるとするピール銀行条例が成立した。
そして、市中銀行の紙幣発行権は段階的に消滅し、イングランドおよびウェールズにおいては1921年に条例が名実共に実行されることとなった。しかし、スコットランドとアイルランドの銀行に関しては、それぞれ地域における銀行の紙幣発行権が保持されることになり、この状態は現在まで続いている。

## ポンド紙幣発行権を持つ銀行の一覧
括弧内は本店所在地。

### イングランドおよびウェールズ
- イングランド銀行（ロンドン）

### スコットランド
- スコットランド銀行（エディンバラ） - ロイズ・バンキング・グループ系列
- ロイヤルバンク・オブ・スコットランド（エディンバラ）
- クライズデール銀行（英語版）（グラスゴー）

### 北アイルランド
- アイルランド銀行（ダブリン）
- ファースト・トラスト銀行（英語版）（ベルファスト） - アライド・アイリッシュ銀行系列[1] 2020年6月限りで発行を終了[2]
- ノーザン銀行（英語版）（ベルファスト） - ダンスケ銀行（デンマーク）系列
- アルスター銀行（ダブリン） - ロイヤルバンク・オブ・スコットランド系列